# عباسعلي و قافلة به (مقاطعة تشرام)
عباسعلي وقافلة به (بالفارسية: عباسعلی و قافله به) هي قرية تقع في قسم تشرام الريفي (مقاطعة تشرام) في إيران. يقدر عدد سكانها بـ 78 نسمة .